# Сёстры (телесериал, 2021)
«Сёстры» — российский комедийный телесериал режиссёра Ильи Силаева. Премьера состоялась в онлайн-кинотеатре START 24 декабря 2021 года, телепремьера — 4 апреля 2022 года на СТС.

## Сюжет
В центре сюжета — история трёх сестёр — Оли (учительницы из Ртищево, роль играет Лина Миримская), Маши (парикмахера из Саратова, роль играет Анна Котова, известная по сериалам «Мылодрама» и «Полицейский с Рублёвки») и Иры (бизнесвумен из Москвы, роль исполняет Ангелина Стречина), которые получили в наследство от отца (Георгий Дронов, который известен по телесериалам «Саша+Маша», «Воронины» и «Девушки с Макаровым») автосалон. Им предстоит непростая задача — управлять коллективом из 40 мужчин, попутно разрешая накопившиеся за много лет противоречия и разбираясь в своих чувствах.
Героини также влюбятся и обретут любовь. Им предстоит не только справляться с обязанностями на работе, но и строить отношения.

## История создания
Съёмки первого сезона стартовали 6 августа 2021 года в Москве и продлились до 18 ноября того же года. Первый трейлер сериала увидел свет 9 декабря, показ шёл с 24 декабря 2021 по 12 апреля 2022 года. Новые эпизоды выходили сначала по пятницам, а затем по вторникам. С 4 апреля 2022 года драмеди выходило на телеканале СТС. У телеэкранов «Сёстры» собрали аудиторию свыше 40 миллионов человек.
Первый сезон стал рекордсменом стал лидером по просмотрам в первом квартале 2022 года в онлайн-кинотеатре START.
6 апреля 2022 года проект продлили на второй сезон, съёмки которого начались 2 мая 2023 года. Новые серии демонстрировались с 12 декабря 2023 года по 27 февраля 2024 года. Телепремьера прошла с 4 по 7 марта 2024 года (в нём не была показана 12 серия, а последние четыре (за исключением 12-й) демонстрировались поздно ночью).
7 марта 2024 года было объявлено, что сериал получит третий сезон, съёмки которого проходили повременно со вторым. 28 марта 2024 года появился официальный трейлер проекта и была обнародована дата выхода — 2 апреля. Третий сезон проекта доступен в онлайн-кинотеатрах.

## Слоганы
- «Мужское хозяйство в женских руках» (1 сезон)
- «Кому любовь, кому бизнес» (2 сезон)
- «Ну всё, приехали!» (3 сезон)

## Список серий
| Сезон | Сезон | Серии | Период трансляции                           |
| ----- | ----- | ----- | ------------------------------------------- |
|       | 1     | 20    | 24 декабря 2021 года — 12 апреля 2022 года  |
|       | 2     | 13    | 12 декабря 2023 года — 27 февраля 2024 года |
|       | 3     | 13    | 2 апреля — 18 июня 2024 года                |

## В главных ролях
- Лина Миримская — Ольга Павловна, старшая сестра/Капитолина Соболь — Оля в 15 лет.
- Анна Котова — Мария Павловна, средняя сестра/Маргарита Луцкая — Маша в 15 лет.
- Ангелина Стречина — Ирина Павловна, младшая сестра/Мирослава Баранова — Ира в 5 лет.
- Янина Студилина — Елена Капитанова, вдова Пал Палыча, мачеха сестёр.
- Николай Шрайбер — Дима, генеральный директор салона/мойщик/глава отдела продаж салона. Встречается с Машей.
- Антон Филипенко — Игорь.
- Артём Ткаченко — Илья Григорьевич Чиж, чиновник. Жених Иры.
- Александр Обласов — Витя Карасёв, бывший муж Маши.
- Максим Костромыкин — отец Глеб.
- Анна Шепелева — Вика, давняя знакомая Иры. Эскортница (1 сезон), владелица массажного салона (2 сезон).
- Алексей Розин — Павел Сергеевич, следователь.
- Александра Урсуляк — Саша, бывшая жена Чижа, дизайнер (2 сезон).
- Снежана Самохина — Инга (Чучундра), бывшая девушка Иры (1 сезон).
- Александр Метёлкин — Рома, самый молодой миллионер Саратова. Жених Лены (2 сезон).
- Андрей Мартынов — Влад (1 сезон).
- Сергей Погосян — Антон, завхоз.
- Анна Башенкова — Галина Ивановна, главный бухгалтер.
- Михаил Орлов — сантехник.
- Тимур Боканча — Николай (Длинный).
- Анастасия Кипина — Тамара, бывшая вебкамщица, девушка Длинного.
- Вадим Ракитин — Валера.
- Виктор Конухин — Миша.
- Дмитрий Тополь — Кирилл.
- Мария Лобанова — Диана, 16 лет, дочь Вити и Маши.
- Юрий Горин — Евгений Егорович, отец Димы.
- Екатерина Шмакова — Катя, девушка с ресепшна.
- Евгения Черникова — Таня, девушка с ресепшна.
- Лада Исмаилова — Раиса Ивановна, уборщица.
- Георгий Дронов — Павел Павлович Капитанов, владелец автосалона, папа сестёр, муж Лены.

## Саундтрек
| Исполнитель        | Песня                                 |
| ------------------ | ------------------------------------- |
| Эрика Лундмоен     | «Сестра» (кавер)                      |
| SOYANA             | «Ночь» (кавер)                        |
| «Комсомольск»      | «Девушки из высшего общества» (кавер) |
| ELLA               | «Беспризорник» (кавер)                |
| theabc             | «Я не забуду» (кавер)                 |
| Favlav             | «Вечно молодой» (кавер)               |
| Filatov & Karas    | «Лирика»                              |
| Dante              | «Чёртова лав»                         |
| Пошлая Молли       | «Любимая песня твоей сестры»          |
| Артур Тринёв       | «Как всегда»                          |
| Валерий Меладзе    | «Лимбо»                               |
| Frédéric Mostacci  | «Ding Ding»                           |
| Алла Пугачёва      | «Звёздное лето»                       |
| Татьяна Анциферова | «Лето без тебя»                       |
| Алёна Свиридова    | «Никаких больше вечеринок» (кавер)    |
| Татьяна Буланова   | «Лего» (кавер)                        |
| Роман Рябцев       | «Голоса» (кавер)                      |
| Кай Метов          | «Грустный дэнс» (кавер)               |